# 715 f.Kr.
| 715 f.Kr.          |
| ------------------ |
| Dødsfald - Fødsler |

## Begivenheder
- Numa Pompilius bliver den anden konge af Rom.